# Commissione temporanea delle Nazioni Unite sulla Corea
La Commissione temporanea delle Nazioni Unite sulla Corea (UNTCOK) era un organo che sovrintendeva alle elezioni in Corea del Sud nel maggio 1948. La commissione inizialmente era composta da nove nazioni e l'Australia, il Canada e la Siria avevano un ruolo di dissenso, resistendo ai piani degli Stati Uniti di tenere elezioni separate in Corea del sud. Tale posizione era in linea con i moderati coreani Kim Ku e Kim Kyu-sik.
Nella Corea del Nord controllata dai sovietici, il corpo non fu nemmeno riconosciuto, con i sovietici che sostenevano che la commissione avesse infranto gli Accordi di Mosca del 1945. I sovietici sostennero anche che gli americani avessero violato gli articoli 32 e 107 della Statuto delle Nazioni Unite. L'articolo 32 richiede che entrambe le parti della controversia siano consultate, ma i rappresentanti coreani della Corea del Nord e del Sud non sono mai stati invitati a rivolgersi alle Nazioni Unite. Inoltre, l'articolo 107 ha negato la giurisdizione alle Nazioni Unite sulle questioni di insediamento del dopoguerra.